# Pártus királyok listája
A pártusok iráni nomád népe szállásterületéről, a Kaszpi-tengertől keletre található Parthaváról kapta. A Kr. e. 3. század közepére függetlenné vált a Szeleukida Birodalomtól, és abból egyre nagyobb területeket foglalt el. Később a Római Birodalom nagy ellenfele lett. Kr. u. 224-ben a Pártus Birodalom helyét a Szászánidák birodalma váltotta fel.

## Arszakida-dinasztia
Az Arszakida-dinasztia Kr. e. 247 és Kr. u. 224 között uralkodott.

| Kép | Alternatív számozás | Uralkodó         | Uralkodott          | Eredeti név    | Görög név                           | Megjegyzés |
| --- | ------------------- | ---------------- | ------------------- | -------------- | ----------------------------------- | --- |
|     | I. Arsak            | I. Tiridatész    |                     | Trdat          |                                     | |
|     | II. Arsak           | I. Arsak         | Kr. e. 247 – 211    | Aršak          | I. Arszakész                        | Egyes történészek szerint kb. Kr. e. 246 és Kr. e. 211 között Arszakész testvére, Trdat uralkodott, ez esetben ő I. Arsak, és Artabanosz a III. Arsak |
|     | (II. Arsak)         | II. Arsak        | Kr. e. 211 – 185    | Aršak Ardawân  | I. Artabanosz                       | |
|     | III. Arsak          | IV. Arsak        | Kr. e. 185 – 176    | Aršak          | Priapatiosz                         | |
|     | IV. Arsak           | V. Arsak         | Kr. e. 176 – 167    | Aršak          | I. Phraatész                        | Priapatiosz fia |
|     | V. Arsak            | VI. Arsak        | Kr. e. 167 – 132    | Aršak Mehrdâd  | I. Mithridatész                     | Priapatiosz fia |
|     | VI. Arsak           | VII. Arsak       | Kr. e. 132 – 127    | Aršak          | II. Phraatész                       | Mithridatész fia |
|     | VII. Arsak          | VIII. Arsak      | Kr. e. 127 – 126    | Aršak Ardawân  | II. Artabanosz                      | |
|     | VIII. Arsak         | Vologaészész     | Kr. e. ??? – 122    |                | (I.) Vologaészész                   | |
|     | IX. Arsak           | Ardaván          | Kr. e. ??? – 121    |                |                                     | |
|     | X. Arsak            | IX. Arsak        | Kr. e. 121 – 91     | Aršak          | II. Mithridatész                    | Artabanosz fia |
|     | XI. Arsak           | X. Arsak         | Kr. e. 91 – 87      | Aršak          | I. Gotarzész                        | |
|     | XII. Arsak          | Ardaván          | Kr. e. ??? – 77     |                |                                     | |
|     | XIII. Arsak         | Mehrdát          | Kr. e. ??? – 67     | Mehrdât        | (III.) Mithridatész                 | |
|     | XIV. Arsak          | XI. Arsak        | Kr. e. 81 – 75      | Aršak          | I. Orodész                          | II. Mithridatész fia |
|     | XV. Arsak           | XII. Arsak       | Kr. e. 77 – 70      | Aršak Sanatruq | Szinatrukész                        | II. Phraatész testvére |
|     | XVI. Arsak          | Arsak            | Kr. e. ??? – 66     |                | Arszakész                           | |
|     | XVII. Arsak         | XIII. Arsak      | Kr. e. 70 – 57      | Aršak          | III. Phraatész Theosz               | Szinatrukész fia |
|     | XVIII. Arsak        | Arsak            | Kr. e. ??? – 63     |                | Arszakész                           | |
|     | XIX. Arsak          | XIV. Arsak       | Kr. e. 65 – 54      | Aršak          | III. Mithridatész                   | III. Phraatész fia |
|     | XX. Arsak           | XV. Arsak        | Kr. e. 57 – 38      | Aršak          | II. Orodész vagy Hürodész           | III. Phraatész fia |
|     | XXI. Arsak          | Pakorosz         | ?                   |                | Pakorosz                            | |
|     | XXII. Arsak         | XVI. Arsak       | Kr. e. 38 – 2       | Aršak          | IV. Phraatész Theosz                | II. Orodész fia |
|     | XXIII. Arsak        | II. Tiridatész   | Kr. e. 30 – 25      | Aršak Trdat    | II. Tiridatész                      | |
|     | XXIV. Arsak         | Mehrdát          | ? – ?               | Mehrdât        | (V.) Mithridatész                   | |
|     | XXV. Arsak          | XVII. Arsak      | Kr. e. 2 – Kr. u. 4 | Aršak          | Phraatakész vagy V. (Kis) Phraatész | IV. Phraatész fia |
|     | XXVI. Arsak         | XVIII. Arsak     | 4 – 6               | Aršak          | III. Orodész                        | |
|     | XXVII. Arsak        | XIX. Arsak       | 8 – 12              | Aršak          | I. Vonoszész                        | IV. Phraatész fia |
|     | XXVIII. Arsak       | XX. Arsak        | 11 – 38             | Aršak Ardawân  | III. Artabanosz                     | |
|     | XXX. Arsak          | Kinammosz        | 37                  |                | Kinammosz                           | |
|     | XXIX. Arsak         | XXI. Arsak       | 38                  | Aršak Trdat    | III. Tiridatész                     | IV. Phraatész unokaöccse |
|     | XXXI. Arsak         | XXII. Arsak      | 38 – 51             | Aršak          | II. Gotarzész                       | |
|     | XXXII. Arsak        | I. Vardán        | 40 – 47             | Wardân         | Vardanész                           | II. Gotarzész testvére |
|     | XXXIII. Arsak       | XXIII. Arsak     | 45 – 51             | Aršak          | II. Vonoszész                       | |
|     | XXXIV. Arsak        | Szanabarész      | 50 – 65             |                | (VI.) Mithridatész                  | |
|     | XXXV. Arsak         | XXIV. Arsak      | 51 – 78             | Aršak          | I. Vologaészész                     | II. Vononész fia |
|     | XXXVI. Arsak        | II. Vardán       | 55 – 58             | Vardân         | Vardanész                           | I. Vologaészész fia, társuralkodó |
|     | XXXVIII. Arsak      | XXV. Arsak       | 78 – 115            | Aršak          | II. Pakorosz                        | |
|     | XXXIX. Arsak        | III. Ardaván     | 79 – 90             | Ardawân        | III. Artabanosz                     | |
|     | XXXVII. Arsak       | II. Vologaészész | 105 – 147           |                | II. Vologaészész                    | |
|     | XL. Arsak           | XXVI. Arsak      | 109 – 129           | Aršak Ḫosrov   | I. Khoszróész                       | II. Pakorosz testvére |
|     | XLI. Arsak          | XXVII. Arsak     | 105 – 147           | Aršak          | III. Vologaészész                   | |
|     | XLII. Arsak         | IV. Mithridatész | 128 - 147           | Mehrdât        | IV. Mithridatész                    | II. Vononész fia |
|     | XLIII. Arsak        | Parthamaszpatész | ? – 123             |                |                                     | |
|     | XLIV. Arsak         | Sinatruk         | ? – 145             | Sinatruq       | Szanatrukész                        | |
|     | XLV. Arsak          | XXVIII. Arsak    | 147 – 191           | Aršak          | IV. Vologaészész                    | IV. Mithridatész fia |
|     | XLVI. Arsak         | XXIX. Arsak      | 191 – 208           | Aršak          | V. Vologaészész                     | II. Vologaészész örmény király fia |
|     | XLVII. Arsak        | II. Khoszróész   | ? – ?               |                |                                     | |
|     | XLVIII. Arsak       | VI. Vologaészész | 208 – 228           |                | VI. Vologaészész                    | V. Vologaészész fia |
|     | XLIX. Arsak         | IV. Ardaván      | 216 – 224           | Ardawân        | IV. Artabanosz                      | V. Vologaészész fia |
|     | L. Arsak            | IV. Tiridatész   | ? – ?               |                |                                     | |
|     |                     | Artavazd         | 227 – 228           | Artawazd       | Artavazdész                         | |